# Vehicle Assembly Building

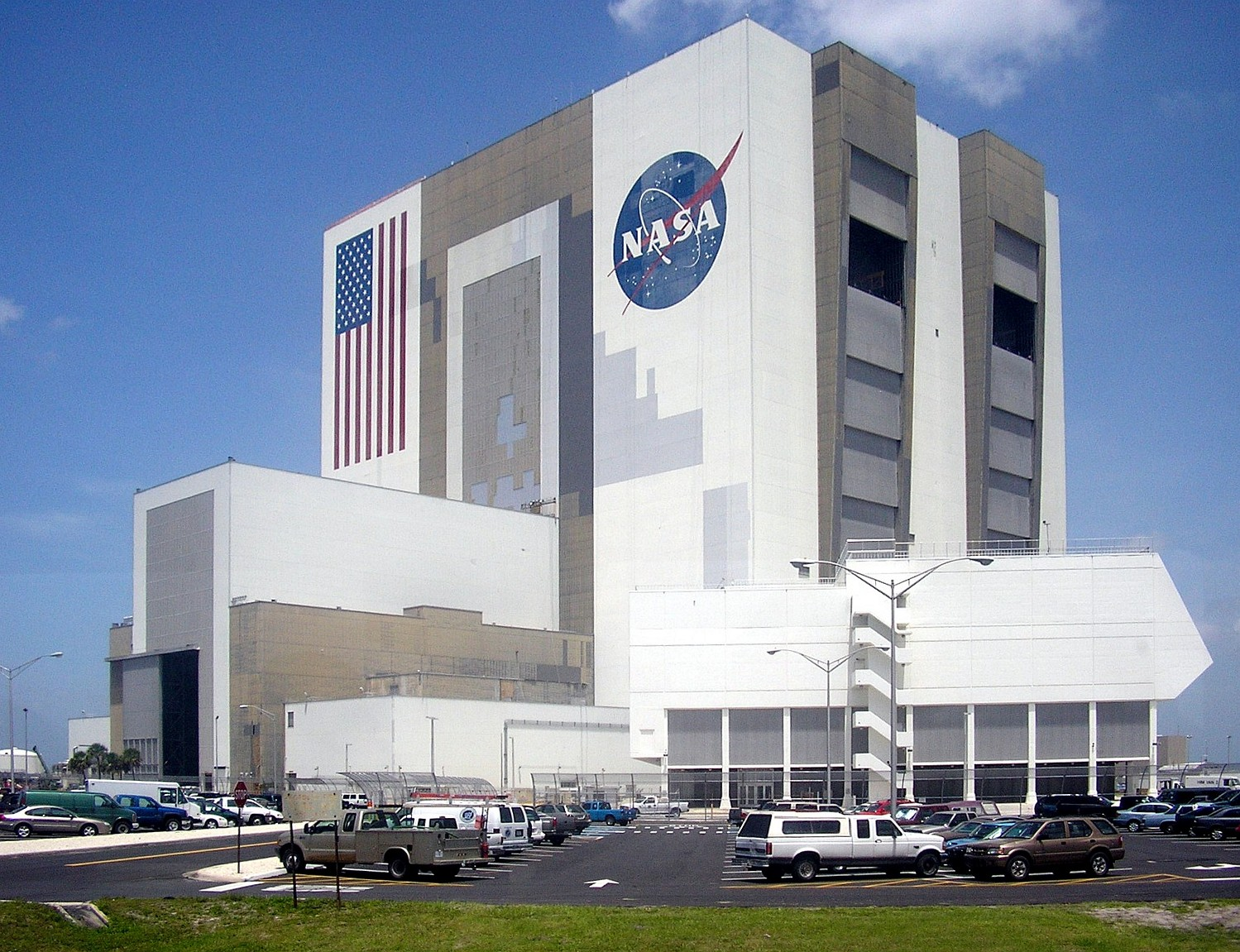
Vehicle Assembly Building w Centrum Kosmicznym im. Johna F. Kennedy’ego. Widoczne zniszczenia spowodował Huragan Frances

Vehicle (początkowo Vertical) Assembly Building (VAB, ang. budynek montowania pojazdów) – budynek w Centrum Kosmicznym im. Johna F. Kennedy’ego. Został zbudowany w 1966. Znajduje się on w połowie drogi między Jacksonville a Miami, na wschód od Orlando, na wyspie Merrit. Jest to jeden z największych budynków na świecie; do roku 1974 był także najwyższym budynkiem na Florydzie. Na fasadzie budynku jest największa amerykańska flaga na świecie użyta na budynku oraz największe drzwi na świecie.

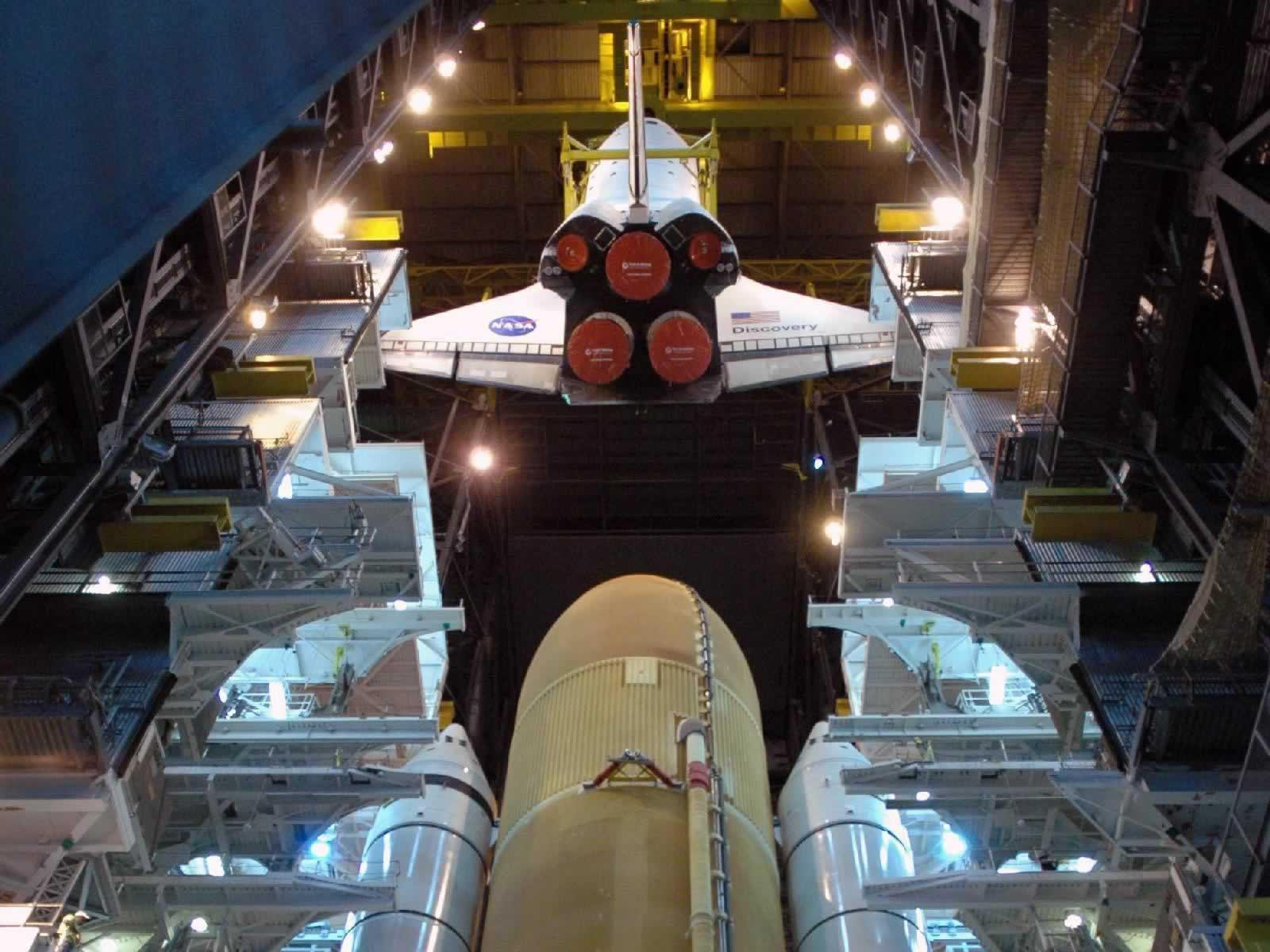
Prom Discovery podczas łączenia z ET i SRB przed misją STS-124

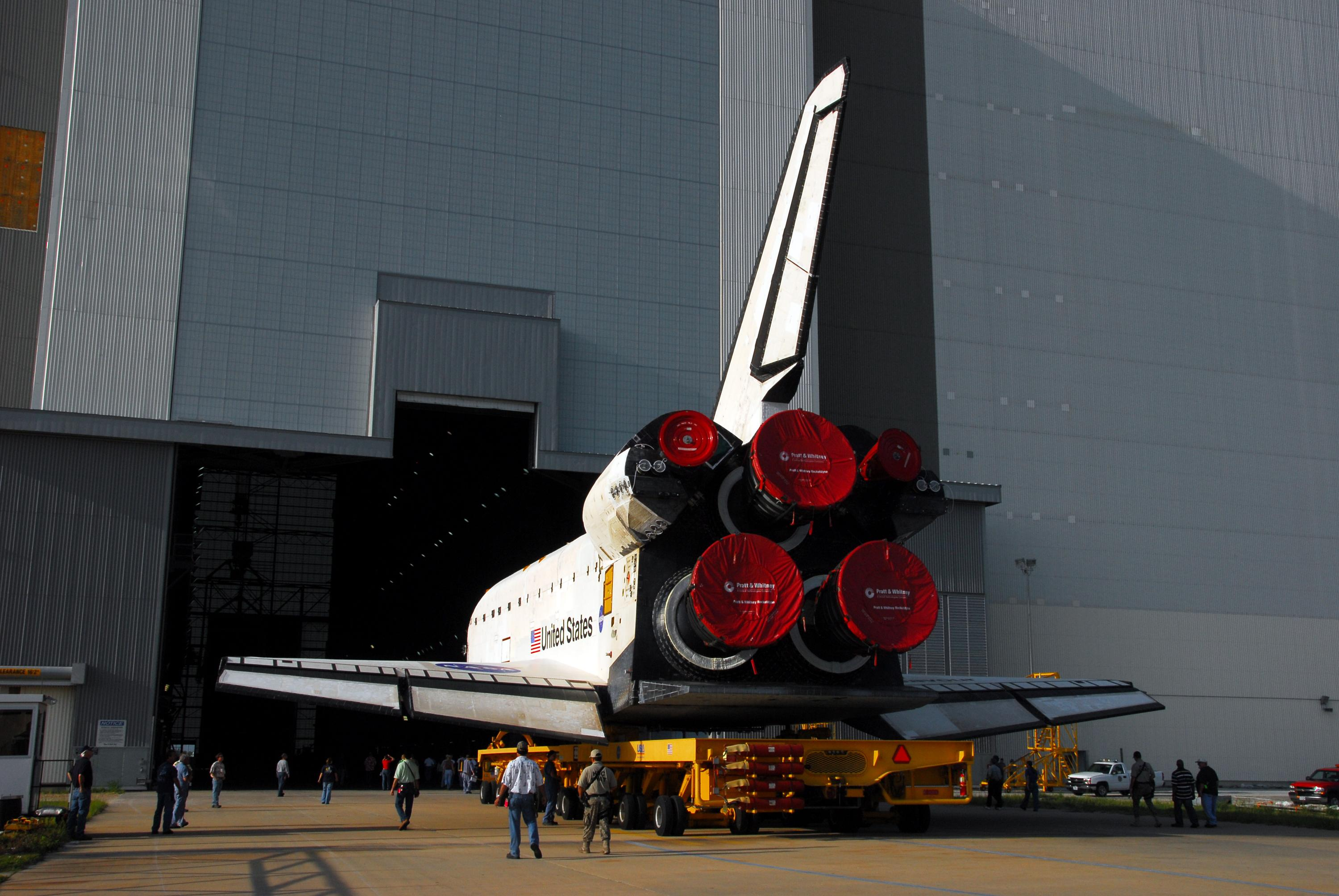
Prom Endeavour transportowany do VAB z hangaru OPF

Po zakończeniu prac w hangarze OPF wahadłowiec zostaje przeholowany do oddalonej o zaledwie 300 m hali montażu pojazdu VAB, która jest sercem kompleksu startowego nr 39 Centrum Kosmicznego Johna F. Kennedy’ego. Łączy się tam wszystkie elementy wahadłowca w całość.
Hala VAB jest budynkiem o kubaturze 3 664 883 m³, ma 160 m wysokości, 218 m długości i 158 m szerokości. Budynek jest podzielony na cztery hale wysokie (z których każda mogła mieścić jedną rakietę Saturn V) i halę niską. W halach wysokich o numerach 2 i 4 (położonych w zachodniej części VAB) przygotowuje się wypełniane materiałami pędnymi segmenty rakiet wspomagających oraz zbiorniki zewnętrzne, a w halach wysokich we wschodniej części budynku odbywa się montaż wahadłowca na platformie startowej. W każdej fazie montażu do elementów promu kosmicznego są przystawiane specjalnie ukształtowane pomosty, dające obsłudze technicznej możliwość sprawdzenia połączeń. W hali niskiej o wysokości 64 m są przygotowywane te elementy silników SRB, które nie zawierają materiałów pędnych, a więc stożek dziobowy, osłona spadochronów, spadochrony, sekcja przejściowa i osłona dyszy.
Po zakończeniu zestawiania i odsunięciu pomostów obsługowych pod platformę startową wjeżdża transporter gąsienicowy i przewodzi cały system wahadłowca na wyrzutnię. Opuszcza on halę VAB przez drzwi o wysokości 139 m zamykane w dolnej części czterema segmentami rozsuwanych na boki wrót, a w górnej siedmioma pokrywami podciąganymi do góry jak żaluzje. Drzwi te są na tyle duże, że do wnętrza hali mógłby przez nie wjechać budynek nowojorskiej siedziby ONZ. Każda z gwiazd na namalowanej na nim fladze Stanów Zjednoczonych ma 1,8 m, niebieski prostokąt stanowiący ich tło ma rozmiar boiska do koszykówki, a biało-czerwone pasy są tak szerokie, jak jezdnia na drodze. Flaga została namalowana w roku 1976 w ramach obchodów dwusetlecia Stanów Zjednoczonych. Wnętrze VAB jest tak wielkie, że posiada swój własny system pogodowy – pracownicy NASA zgłaszali, że w wilgotne dni pod sufitem tworzą się chmury. Do poruszania się wewnątrz budynku niektórzy pracownicy używają rowerów.
Segmenty silników wspomagających są przewożone koleją do Centrum Kosmicznego im. Kennedy’ego z wytwórni w stanie Utah. Wagony z segmentami kończą podróż w halach wysokich 2 i 4, gdzie wyjmuje się je z osłon i ustawia w pozycji pionowej. Po przeglądzie elementy nie zawierające materiałów pędnych przewozi się do hali niskiej, inne zaś pozostają w halach wysokich 2 i 4.
W hali niskiej remontuje się też elementy z silników użytych w poszczególnych misjach wahadłowców, a wyłowionych z Atlantyku. Po stwierdzeniu gotowości wszystkich segmentów do połączenia przewozi się je do hal wysokich 1 i 3 i ustawia na platformie startowej w następującej kolejności: dolna osłona silnika z dyszą, cztery segmenty wypełnione materiałami pędnymi, przedział przejściowy i część dziobowa. Poprawność montażu jest sprawdzana za pomocą zintegrowanych, automatycznych urządzeń pomiarowych.
Zbiorniki zewnętrzne ET są przywożone na Przylądek Canaveral barkami z zakładów Martin Marietta w Michoud w pobliżu Nowego Orleanu w stanie Luizjana, przez Zatokę Meksykańską i dalej wzdłuż południowych i wschodnich wybrzeży Florydy. W porcie zbiorniki przeładowuje się na transportery kołowe, którymi przewozi się je w pozycji poziomej do hal wysokich 2 i 4. W każdej z nich znajdują się dwa zamknięte pomieszczenia, w których można przechowywać zbiorniki: komora składowania i komora przygotowawcza. W tej ostatniej zainstalowane są pomosty obsługowe umożliwiające dostęp do różnych elementów zbiornika, a także zestaw sprzętu kontrolno-pomiarowego. Umieszczony tam zbiornik zewnętrzny w pierwszej kolejności jest sprawdzany pod względem szczelności. W tym celu zbiornik tlenu wypełnia się gazowym azotem pod ciśnieniem, a zbiornik wodoru gazowym helem. Później przeglądowi poddaje się osłonę termiczną ET, złącza dla urządzeń wyrzutni, zespoły elektryczne i mechaniczne. Większość tych prób przeprowadza się równolegle. Po ich zakończeniu zbiornik zewnętrzny jest przenoszony do hali wysokiej 1 lub 3 za pomocą suwnicy o udźwigu 227 ton. Tam ET łączy się z przygotowanymi już rakietami wspomagającymi.
Personel naziemny wprowadza Orbiter do hali VAB od strony północnej. Wewnątrz hali przymocowywana jest specjalnie ukształtowana obejma umożliwiająca podniesienie wahadłowca i obrócenie go z pozycji poziomej do pionowej. Do tej operacji używa się dwóch suwnic o udźwigu 227 i 159 ton. Po schowaniu podwozia pojazdu samolot kosmiczny łączy się ze zbiornikiem zewnętrznym. W następnej kolejności obsługa podłącza przewody startowe między zbiornikiem i orbiterem. Każda operacja łączenia kończy się sprawdzeniem poprawności jej wykonania. Na zakończenie, tuż przed przewiezieniem pojazdu na wyrzutnię są instalowane detonatory ładunków pirotechnicznych uruchamianych w różnych fazach misji promu kosmicznego.
Jako że budynek znajduje się na Florydzie, został skonstruowany tak, aby był w stanie przetrwać huragany i tropikalne burze. Najkosztowniejszych zniszczeń dokonał Huragan Frances w sierpniu 2004 r., kiedy to od budynku odpadło około 1000 aluminiowych paneli o wymiarach 1,2 × 3 m, przez co powstało 3700 m² otwartej przestrzeni na ścianach budynku. Stało się to już trzy tygodnie po tym, jak Huragan Charley spowodował znaczne, ale mniej poważne zniszczenia, szacowane na 700 000 dolarów.

## Galeria

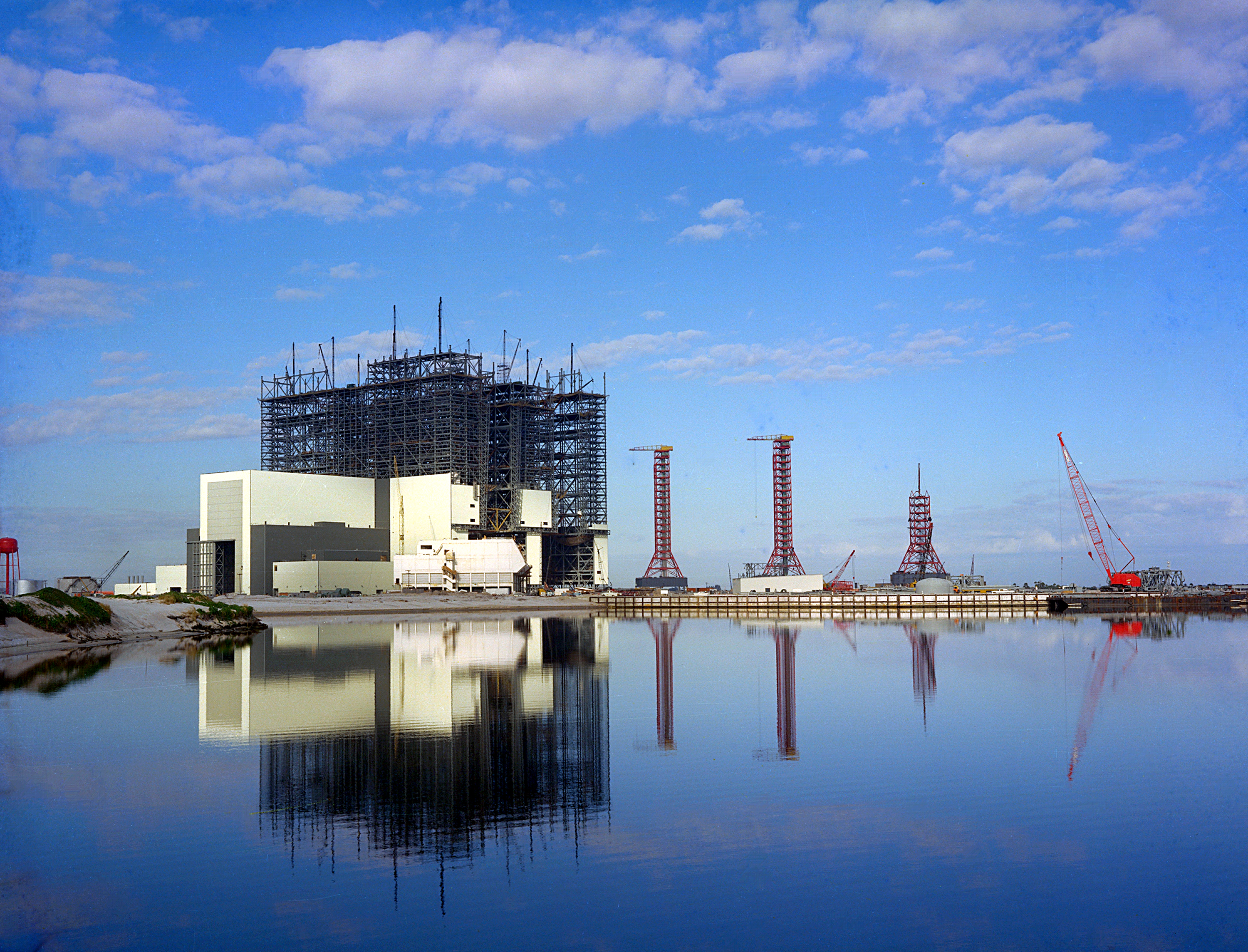
VAB na etapie tworzenia stalowej ramy (1965).
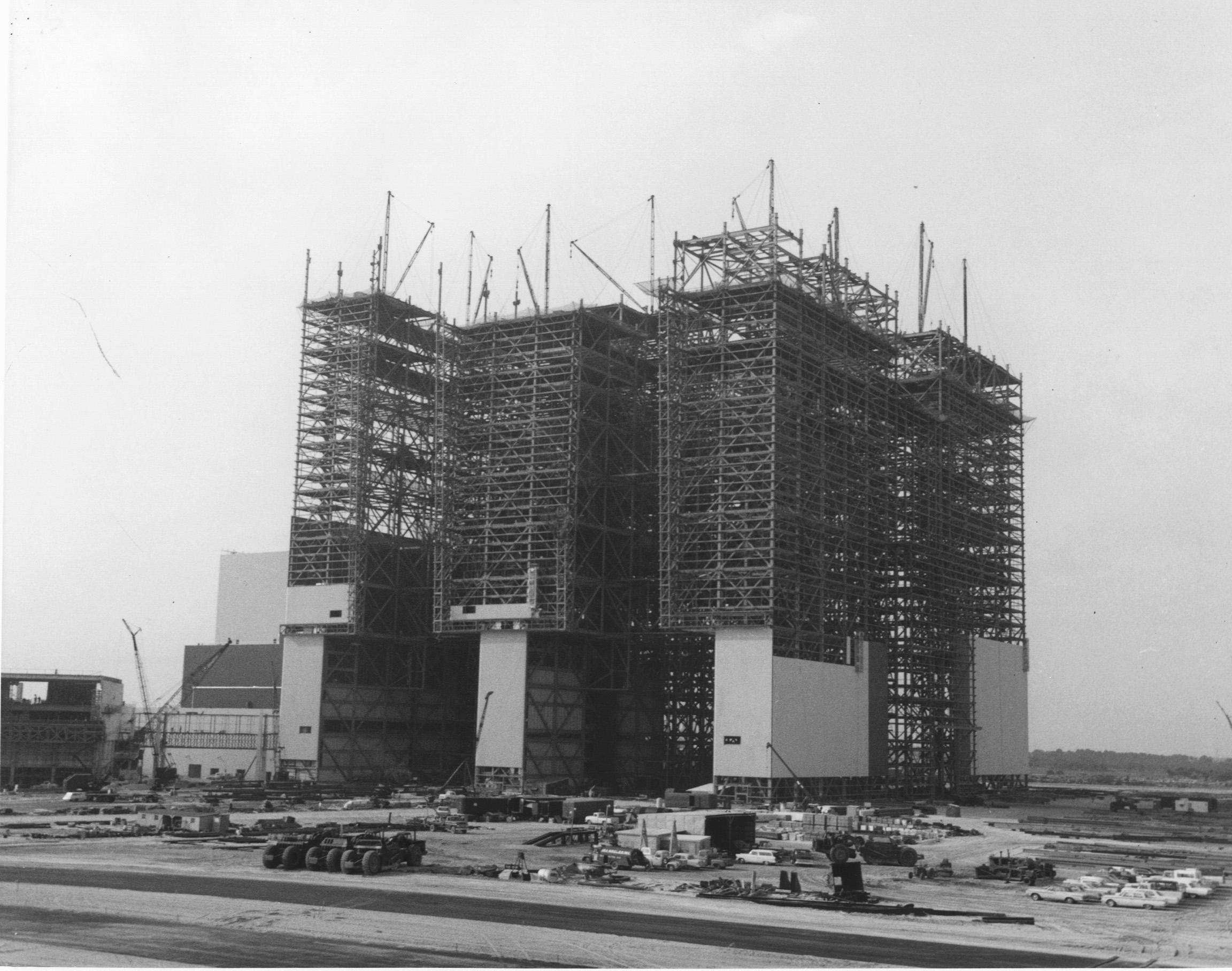
Kolejne ujęcie budynku w czasie konstrukcji.
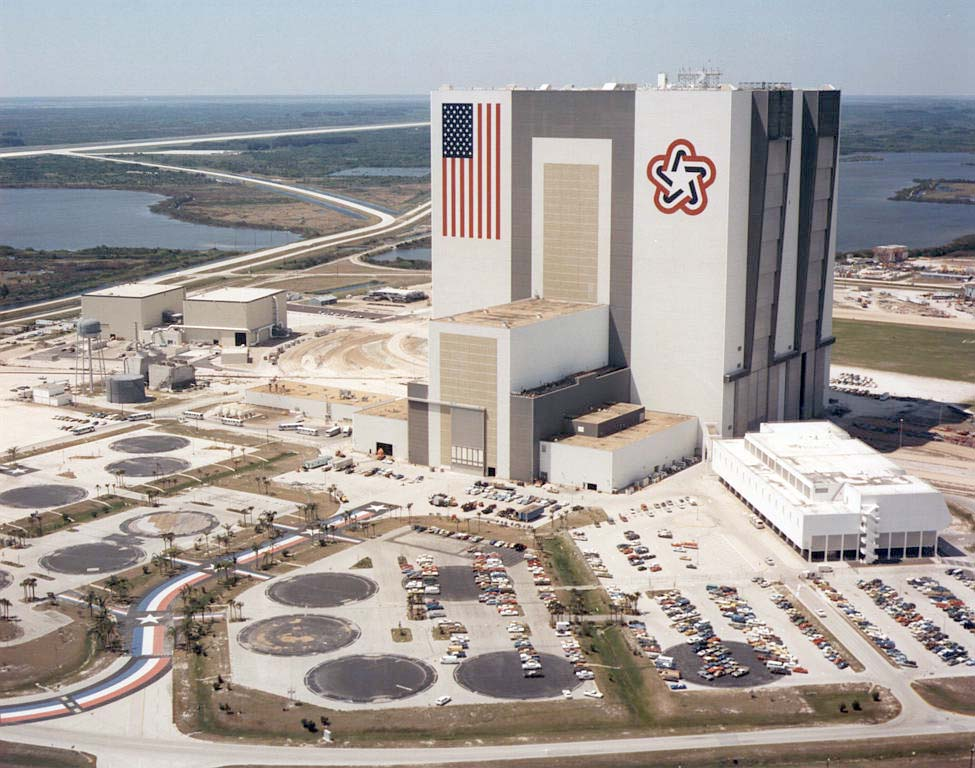
Budynek w roku 1977.
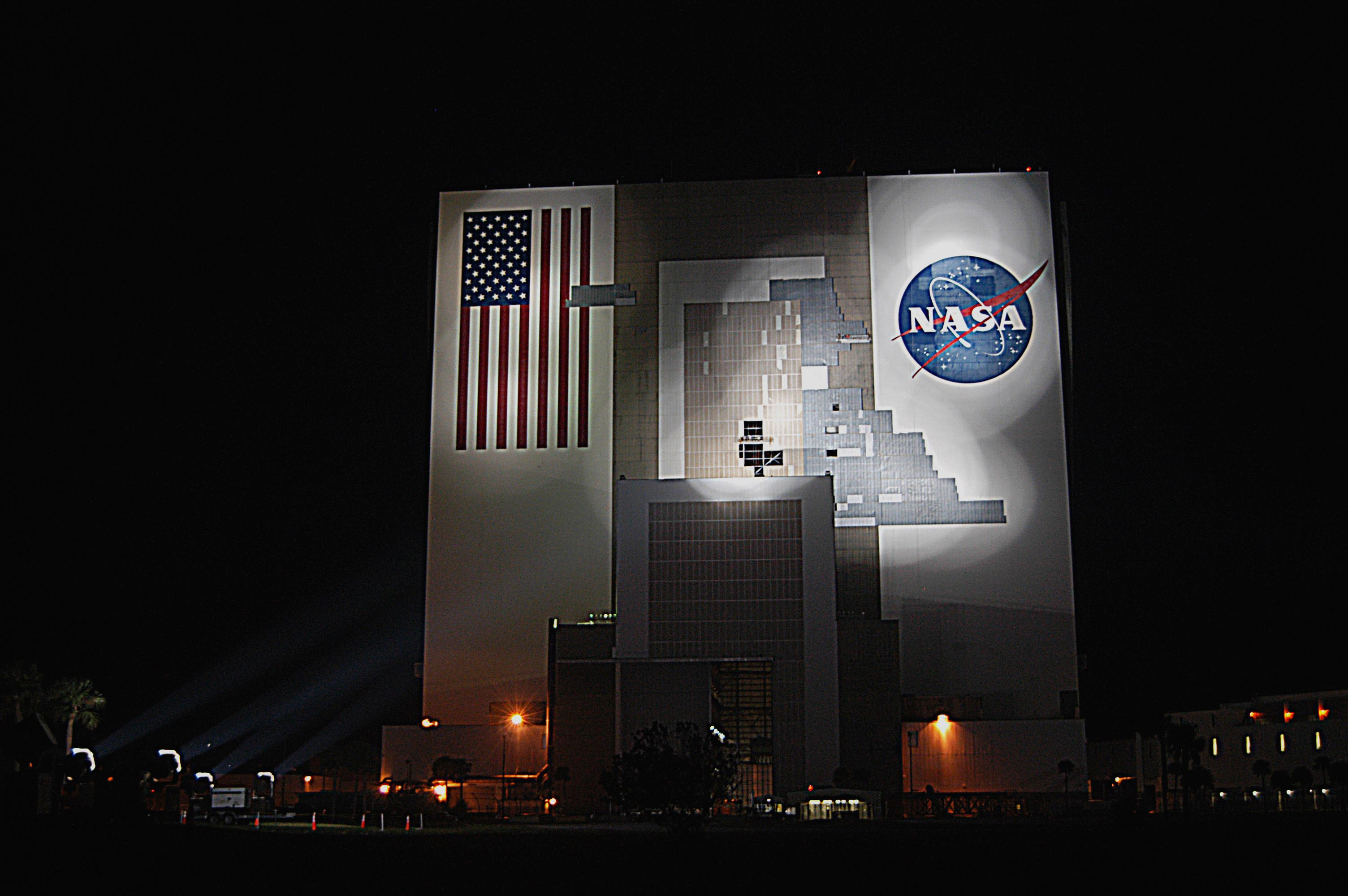
Ksenonowe światła oświetlają budynek w czasie gdy pracownicy dokonują napraw po przejściu huraganu Frances (30 września 2004).